# Club Deportivo Magallanes
El Club Deportivo Magallanes es un club de fútbol profesional de Chile, radicado en la comuna de San Bernardo, en la ciudad de Santiago. Fue fundado el 27 de octubre de 1897, bajo el alero de la Escuela Normal de Preceptores, como Club Atlético Escuela Normal, y actualmente juega en la Liga de Ascenso de Chile.
Habiendo adoptado su nombre definitivo en 1904, el club es uno de los más longevos del país y desde el año 2000, acogiéndose a la Ley N.º 20 019 de Sociedades Anónimas Deportivas Profesionales (S.A.D.P.), es administrado por Deportes Magallanes S.A.D.P.
Es uno de los ocho clubes fundadores de la Liga Profesional de Football de Santiago, primera organización de fútbol rentado en el país y que instituyó la actual Primera División de Chile, competición en la que se proclamó como su primer campeón de la historia, en 1933. Fue, además, el primer club en alcanzar tres campeonatos profesionales de forma consecutiva en Chile.
Magallanes, en conjunto con Everton y Audax Italiano, es el sexto equipo con más títulos nacionales de Primera División, con 4 en total,por detrás de Colo-Colo, Universidad de Chile, Universidad Católica, Cobreloa y Unión Española. También cuenta con un título de Copa Chile, una Supercopa de Chile, una Primera B, dos títulos de Tercera División,uno del Campeonato de Apertura,uno del Campeonato Relámpago Profesional y uno del Campeonato Absoluto de Chile. Además, fue el primer club chileno en obtener un torneo internacional amistoso, al ganar la Copa del Pacífico 1949, competición de carácter no oficial avalada por la Federación Ecuatoriana de Fútbol.
Los colores que identifican al club son el blanco y el celeste, los cuales fueron adoptados en 1908. Estos se ven reflejados tanto en su indumentaria deportiva como en su escudo.
Desde agosto de 2015 ejerce de local en el Estadio municipal Luis Navarro Avilés de San Bernardo,  que posee una capacidad de 3500 espectadores. Antiguamente, su tradicional rival era Colo-Colo, con quien disputaba el llamado Clásico de la Chilenidad, considerado como el mayor clásico en los inicios del fútbol profesional chileno.Además, juega el llamado Clásico Metropolitano con Santiago Morning.

## Historia

### De Escuela Normal a Magallanes

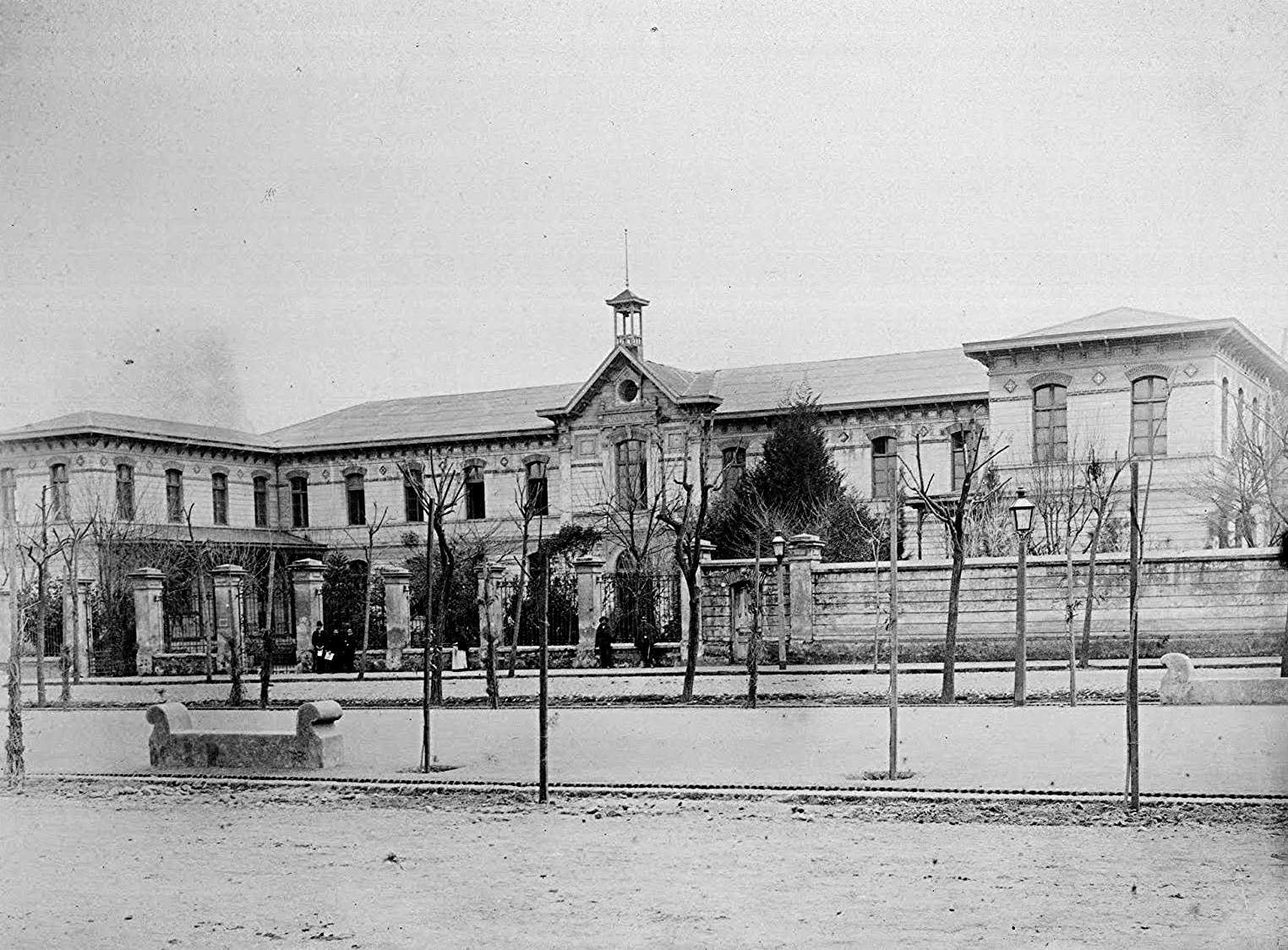
Fachada de la Escuela Normal de Preceptores de Santiago.

Los inicios de Magallanes radican en la fundación del «Club Atlético Escuela Normal» el 27 de octubre de 1897, fecha en la que un decreto gubernamental para la Escuela Normal de Preceptores de Santiago le permitió crear un club propio. Dicho día, correspondiente al cumpleaños del director, José Tadeo Sepúlveda, un grupo de alumnos liderados por el profesor de gimnasia Erasmo Arellano se reunió en el aula magna para decidir su creación.
En 1899 Atlético Unión venció por 6-0 al Escuela Normal. Este mismo marcador se repitió días después con el equipo de la Escuela de Artes y Oficios. Dichas derrotas produjeron que los estudiantes de ambas instituciones decidieran unirse para formar un cuadro más fuerte para cobrarse revancha. Este nuevo equipo, que le ganó 1-0 al Atlético Unión, lo nombraron «Britania Football Club», y esta fue la denominación por el cual pasó a ser conocido el club normalista.
En el Britania no todos los alumnos de la institución tenían cabida, por lo que los más jóvenes fundaron el 15 de agosto de 1901 el «Baquedano Football Club». La organización y el rendimiento de dicho equipo superó al del Britania, por lo que los miembros de este último resolvieron a fines de año ingresar al Baquedano, que se transformó en el único equipo de la Escuela Normal.
En 1904 el Baquedano ingresó a la segunda categoría de la Asociación de Football de Santiago (AFS). Esa temporada surgió la idea de postular a la primera categoría de la AFS, y tener autonomía respecto de la escuela. Durante la asamblea anual del 27 de octubre de ese año, y luego de la formación de un comité reorganizador formado por profesores y los jugadores Carlos Hormazábal, Eduardo Videla, Carlos Monreal, Alberto Mandujano y Eliseo Méndez, los socios decidieron rebautizar al club. Al buscar el nuevo nombre, y como una reivindicación nacionalista, se remitieron a los Pactos de Mayo de 1902, la resolución del conflicto limítrofe con Argentina que dejó en posesión definitiva de Chile el estrecho de Magallanes. Es así como el club adoptó de forma oficial la denominación de «Magallanes Football Club».

### Títulos locales en la era amateur
En el año 1905, Magallanes terminó en tercer lugar, y en 1908 llegó su primer campeonato de la Asociación de Santiago al adjudicarse por el torneo oficial la Copa Unión, luego de que en la final del campeonato Santiago National se retirara de la cancha tras no estar de acuerdo con un cobro arbitral de un tiro penal para Magallanes. También se adjudicó los títulos de la Asociación de Fútbol de Santiago en los años 1913, 1916, 1920 y 1921. Algunos de los jugadores que destacaban en esos años eran: Carlos Hormazábal, Víctor Vergara, Francisco Troncoso, Juan Rochefort, Juan Leiva, Roberto Gellona, Enrique Gutiérrez, Marcos Witke, entre otros.

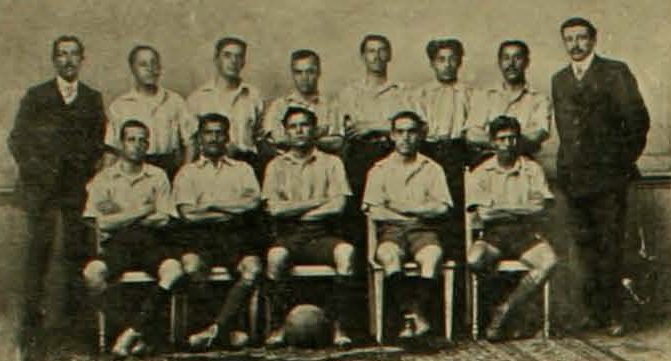
Magallanes en 1908.

Luego, en 1923, ingresó a la Liga Metropolitana de Deportes, en la que ganó el título de la División de Honor en 1926, corona que tuvo el mérito de obtenerlo después del gran golpe que significó la migración de un grupo de jugadores que formaron el Club Social y Deportivo Colo-Colo, ante la negativa de la directiva, encabezada por Julio Molina Nuñez y Santiago Nieto, en aceptar una serie de reformas en la organización del club.

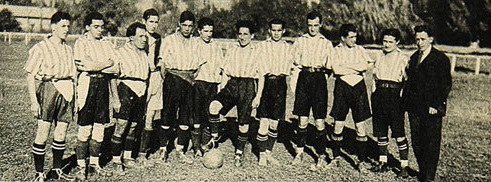
Magallanes en 1924.

Tras esto, el club continuó obteniendo buenos resultados, consagrándose campeón de las series I y E de la Liga Central en 1927 y 1928 respectivamente. No obstante, luego la reorganización de la Liga Central, que había sido creada en 1927 luego de la unificación de las federaciones de fútbol de Chile, poco a poco el club fue decayendo en su rendimiento deportivo, ubicándose tercero en 1929 y 1930, y segundo en 1931. A fines de este año, Magallanes entró en una severa crisis institucional que acarreó la descomposición de gran parte del primer equipo del club, a causa de esto en la temporada 1932 Magallanes solo se posicionó quinto, llegando a perder por 2 a 12 frente a Audax Italiano.
Aunque ya no tiene su estadio en Independencia 1499, inaugurado el 29 de abril de 1923, el comienzo del profesionalismo encuentra a un Magallanes otra vez fortalecido, producto del impulso que le otorgó la adhesión del Deportivo Ñuñoa, equipo de solvencia económica y deportiva, curiosamente fundado por disidentes colocolinos.

### Años 1930: Profesionalismo, tricampeonato y cuarta estrella

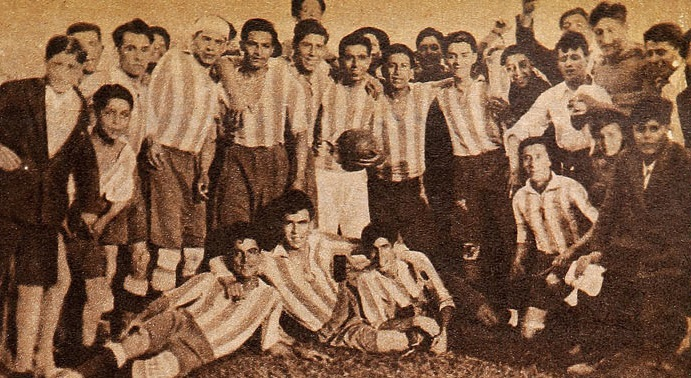
Magallanes en 1933.

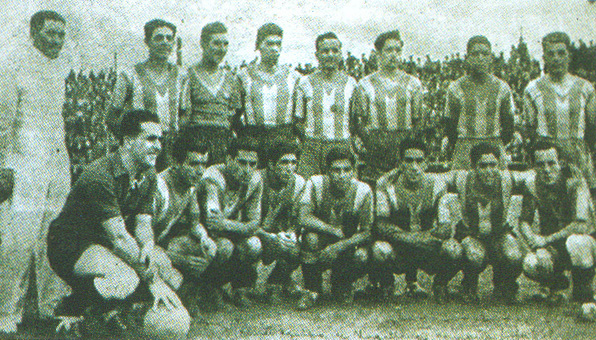
Plantel de Magallanes campeón en 1938.

En mayo de 1933, Magallanes en conjunto con Colo-Colo, Badminton, Audax Italiano, Green Cross, Morning Star, Unión Española y Santiago National, deciden escindirse de la Asociación de Fútbol de Santiago a fin de crear la Liga Profesional de Fútbol, reconocida por la Federación de Fútbol de Chile ese mismo año. En el Campeonato de Apertura, Magallanes alcanzó las semifinales, en las que cayó derrotado por 6 a 4 ante Colo-Colo. Sin embargo, el equipo magallánico logró un buen desempeño en el Campeonato Oficial de 1933, donde tras disputar la última fecha igualó a 12 puntos con Colo-Colo. Para definir al campeón del torneo, ambos equipos disputaron un partido de definición, el 5 de noviembre de 1933. Magallanes finalmente venció por 2 a 1 a Colo-Colo, con tanto de Arturo Carmona y un autogol de Clodomiro Lorca, proclamándose de esta manera como el primer campeón del fútbol profesional chileno.

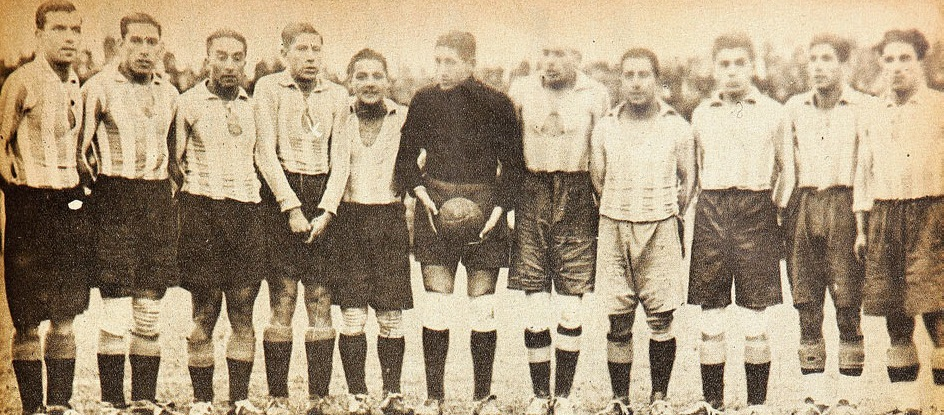
Magallanes tricampeón en 1935.

En el plantel campeón destacaron los nombres de José Avendaño, incorporado ese mismo año desde el Gold Cross de Talcahuano, y Juan Pacheco, ambos con seis goles convertidos durante el certamen.
Al año siguiente, ya con la Liga Profesional como parte de la Asociación de Santiago, pese a quedar eliminado en la primera fase del Campeonato de Apertura a manos del Santiago National, en el Campeonato Oficial de 1934, Magallanes finalizó invicto, con 21 puntos, coronándose nuevamente campeón y con un registro de 63 goles en 11 partidos, 5,73 por encuentro.
Magallanes nuevamente se coronó campeón en 1935, aunque superando por solamente un punto a su más cercano perseguidor, Audax Italiano. De esta manera, el equipo, bajo la dirección técnica del entrenador Arturo Torres, quien también era mediocampista del equipo, logró convertirse en el primer tricampeón de Chile, una marca que perduró hasta 1991, cuando Colo-Colo logró igualarla, con los títulos de 1989, 1990 y 1991.
Tras dos subcampeonatos, llega una nueva estrella en 1938, la última que ha conseguido, a la fecha, Magallanes. Se abrochó con un equipo renovado, donde sobresalieron los fichajes del delantero Gastón Osbén y del interior izquierdo José Chamorro, ambos venidos de Talcahuano, que se unen a su coterráneo José Avendaño. Entre los tres jugadores convirtieron 32 de los 41 goles que anotó Magallanes en los 12 encuentros de dicha temporada.

### Ganador en Ecuador
En 1949 se jugó la Copa del Pacífico, en el estadio George Capwell de Guayaquil, Ecuador. En dicho campeonato Magallanes representó a Chile, y enfrentó a Alianza Lima de Perú, Emelec, Aucas y Barcelona de Ecuador. Magallanes empató en el primer lugar con Emelec y Barcelona. La premiación se concluyó de la siguiente forma: Magallanes recibió la Copa Presidente de la República, Emelec la Copa Municipio de Guayaquil y Barcelona recibió el trofeo Orange Crush. El goleador del equipo fue Méndez con 7 anotaciones, aunque el máximo goleador del torneo fue Hugo Mena de Emelec con 13 goles.

### Gira internacional 1955[24]
En los meses de marzo y abril del año 1955, el conjunto albiceleste realiza una gira visitando Perú y Ecuador, que además incluyó dos ciudades del norte chileno. La estadística final registra un total de 16 partidos jugados, que se desglosan en 10 partidos ganados, 3 empatados y 3 perdidos.
Los encuentros ganados:
- En Iquique: 1-0 a la elección local, en su viaje de ida y 1-0 al regreso.
- En Arica: 2-0 a la selección, en el viaje de regreso.
- En Arequipa (Perú): 2-1 a Independencia, subcampeón local, y 2-0 a White Star, campeón local.
- En Chiclayo (Perú): 4-1 a Boca Juniors, subcampeón local.
- En Quito (Ecuador): 3-0 al campeón Universitario, y 1-0 a Aucas, subcampeón.
- En Guayaquil (Ecuador): 2-1 al Patria.
- En Tacna (Perú): 5-3 a la selección.

Los partidos empatados:
- En Arequipa (Perú): 0-0 con White Star.
- En Chiclayo (Perú): 2-2 con Juan Aurich, equipo campeón local.
- En Trujillo (Perú): 3-3 con Carlos Tenaud, campeón local.

Los partidos derrotados:
- En Guayaquil (Ecuador): 1-2 con Barcelona, equipo subcampeón local.
- En Lima (Perú): 1-2 con Alianza Lima, campeón peruano, y 0-4 con Sport Boys.

### El bajón
Las épocas de gloria comienzan a languidecer y se llega al fondo deportivo en 1960 cuando Magallanes desciende a Segunda División. Si bien vuelve en la categoría mayor en 1962, los años venideros extrañan el protagonismo de antaño.
En 1975, el 'Manojito de Claveles" ocupa el penúltimo lugar y baja otra vez. Esta vez está cuatro temporadas en el purgatorio, pero ya instalado en San Bernardo retorna con hambre e incubando una buena generación de jugadores.

### «Los comandos»
Entre 1981 y 1983 finaliza en el sexto, tercer y cuarto puesto, respectivamente. Es el equipo de ‘Los Comandos’, al mando del técnico Eugenio Jara. Magallanes gana la Liguilla Pre-Libertadores 1983 y llega por primera vez en su historia a la Copa Libertadores de América 1985. No logra un papel estelar, pero se da el gusto de ganar en el Estadio Centenario, al superar 1-0 a los uruguayos de Bella Vista el 21 de mayo de 1985.
El seudónimo de «Comandos», nace en una época floreciente de buen fútbol y buenos jugadores a inicios de los '80. Por instrucción y orden del «Profe Jara», se logra coordinar la idea ciertamente curiosa pero no lejana a los objetivos, de llevar al plantel de Honor y una camada interesante de juveniles, a prácticas de ejercicios físicos de resistencia entre otros, al mismísimo cerro Chena, específicamente en un recinto perteneciente a la Escuela de Comandos del Ejército con asentamiento en San Bernardo. Por otra parte, el «mito» histórico también agrega que Magallanes en pleno, es decir dese los pequeños de la 3.ª infantil con 12 y 13 años, hasta el «primer equipo»; utilizaba otro «potrero» que también pertenecía a a la escuela de Caballería Blindada del Ejército de Chile, que colindaba al estadio Vulco (donde Magallanes ejercía su localía).
En aquellos años de gloria, el entonces presidente de la institución, el señor Hugo Vidal Lazcano, un nombre que resultaba ser uno de los pilares más trascendentales en la motivación de cada integrante de todo Magallanes, cargaba con la gran responsabilidad de cubrir muchas de las falencias económicas del club. Este dirigente, a la par con no más de tres o cuatro pares más, se esforzaban con tal dedicación que aunaban criterios deportivos, casi convirtiéndolos en una armonía de estilo familiar, dedicando gran parte de sus tiempos en ayudar y estar junto a los jugadores del club, especialmente del plantel cadetes. Como se reconoce, los «potreros» fueron la mejor determinación para los trabajos generales de resistencia física para muchas nuevas generaciones. Allí mismo, donde trotaron todos a pleno campo libre, con lluvia o con un sol quemador, mirando a los «adultos» o Comandos, los apellidos que hicieron gala de esa formación que brindaban entrenadores como Mario León, Francisco Grells, Roberto Spicto, entre otros, pasaron Ivo «Hueso» Basay, Luis «Chico» Pérez, El Diablo González, Nelson «Flaco» Cuevas, Eduardo "Flaco" Gálvez, El Palmita, Juan Rojas, Darío Scatolaro entre tantos otros, que llegaron a clubes profesionales en su madurez. Y vale la pena recordar la magia y el estilo de juego que; el viejito Magallanes llega a imponer en la competencia futbolística chilena e internacional por esos años 1980, con apellidos ilustres e insignes como: Adolfo «Gringo» Nef, El Flaco Quintano, Eduardo «Cacho» Calquín, Venegas, Julio Suazo, Claudio "Fino" Toro, El Negro Pererira, Luis Marcoleta, Santis, Eduardo «Lalo» Vilches, Jaime Vildósola, «El Negro» Rodríguez, Roberto Spicto, Rodrigo Santander, entre muchos otros y recordando especialmente a «Jarita» (Eugenio) que puso su mano de técnico con buenos resultados.
- 1981/82: Adolfo Nef, Alberto Quintano, Luis Valenzuela, Benedicto Pereira, Julio Suazo, Claudio Toro, Juan Rojas
- 1982/83: Adolfo Nef, Emiliano Astorga, Octavio Friz, Eduardo Vilches, Arturo Jauregui, Benedicto Pereira, Luis Pérez, Julio Suazo, Claudio Toro, Juan Rojas, Augusto Santis, Luis Venegas
- 1983-84: Adolfo Nef, Emiliano Astorga, Octavio Friz, Eduardo Vilches, Arturo Jauregui, Benedicto Pereira, Luis Pérez, Julio Suazo, Claudio Toro, Rodrigo Santander, Luis Venegas
- 1984/85: Adolfo Nef, Octavio Fritz, Sergio Martínez, Fernando Medina, Eduardo Vilches, Jorge Arias, Eduardo Calquín, Nelson Cuevas, Eduardo Gálvez, Benedicto Pereira, Luis Pérez, Darío Scatolaro, Julio Suazo, Claudio Toro, Ivo Basay, Rodrigo Santander. DT: Eugenio Jara

Amarrado a la modestia económica, Magallanes no logra cimentar una estructura sólida y desciende en 1986, al finalizar último entre 18 equipos. Esta vez, la Segunda división chilena no fue sólo un mal rato, sino que se transformó en una condena de 36 años fuera de la serie de honor. El último partido que disputó La Academia en el fútbol grande, se registró el 24 de enero de 1987 en el estadio Santa Laura, cuando igualó 1-1 ante Audax Italiano (también descendido). En el banco, estaba el técnico Francisco Gralls y en las gradas sufrían 1492 personas.

### Las Cenizas
La ruina asoma en 1993 cuando Magallanes cae a la Tercera División donde permanece dos años. El tránsito de las directivas de Ernesto Esquivel a la de Gonzalo Townsend Pinochet es caótica e incluso los Tribunales de Justicia impugnan el gobierno. Este descenso tuvo su génesis en las irregularidades que el club presentó, las que afectaron al jugador Freddy Ferragut, que tuvo que regresar a Colo-Colo durante la misma temporada, hecho que determinó la resta de cuatro puntos y su descenso definitivo tras caer ante Deportes Puerto Montt en la última fecha.
«Fueron durísimos los dos años en Tercera, hicimos de local en el Estadio Municipal de Pedro Aguirre Cerda, nos tocó en la Zona Sur, que era la más difícil. Recuerdo que a la reunión donde se asignaba la sede Liguilla final llegué con un sobre, dije que en él tenía mucho dinero para ofrecer.
Al final, la plaza se declaró desierta y se asignó La Florida, menos mal porque en el sobre no tenía nada...», rememora Rubén Acuña, timonel durante la guerra de Tercera.
El partido que reinsertó a La Academia en el profesionalismo fue el 17 de diciembre de 1995 ante General Velásquez, venciendo los santiaguinos 3-2 en tiempo suplementario.
A partir de 1996 las campañas de Magallanes se atoran en la mediocridad. Desde 1996 a 1999, la mejor plaza fue el noveno escaño que ocupó en 1998.

### La Sociedad Anónima
La administración de privados comienza formalmente en 2000, con tristes resultados deportivos y con un desfile de ocho entrenadores en cuatro años. En la primera temporada, Magallanes vegeta en la posición 14°, en 2001 termina 12° y en 2002 encabezó el grupo para evitar el descenso a Tercera. El club en esos años, se reforzó con jugadores como por ejemplo el argentino Claudio Del Bosco, quien estuvo 2 años en la institución carabelera.
Finalmente en 2006, tras concluir la peor campaña en sus 109 años de Historia, desciende nuevamente a Tercera División tras concluir último entre 12 equipos.
El control del Club desde entonces lo asume Anselmo Palma Pfotzer, Ingeniero Civil Industrial y accionista entre otras empresas de Wenco S.A., quien emprende la tarea de ascender el club a la brevedad y de conseguir "una casa" para la institución.
En 2008, Magallanes logra la concesión del Estadio Santiago Bueras de Maipú por 4 años renovables.
Durante el año 2010, el club realiza una gran campaña en Tercera. Logra el primer lugar en el Grupo Sur, clasificando con comodidad a la etapa final, donde permanece en los puestos avanzados, a pesar de la temporal supremacía de Trasandino, quien encabezaba la tabla. Sin embargo, el elenco de Los Andes comenzó a decaer y Magallanes arremetió, transformándose en campeón de torneo en la última fecha, tras vencer por 4-0 a Provincial Talagante en el Estadio Roberto Bravo Santibáñez de Melipilla, y regresando una vez más al fútbol profesional chileno.
En marzo de 2011 inaugura un nuevo Complejo de 7 hectáreas a 12 minutos de la Plaza de Maipú. Ese año cumple una irregular campaña en Segunda, situándose en puestos cercanos al descenso de Tercera División, pero Deportes Copiapó fue la escuadra que terminó por descender.

### Subcampeón Copa Chile 2011

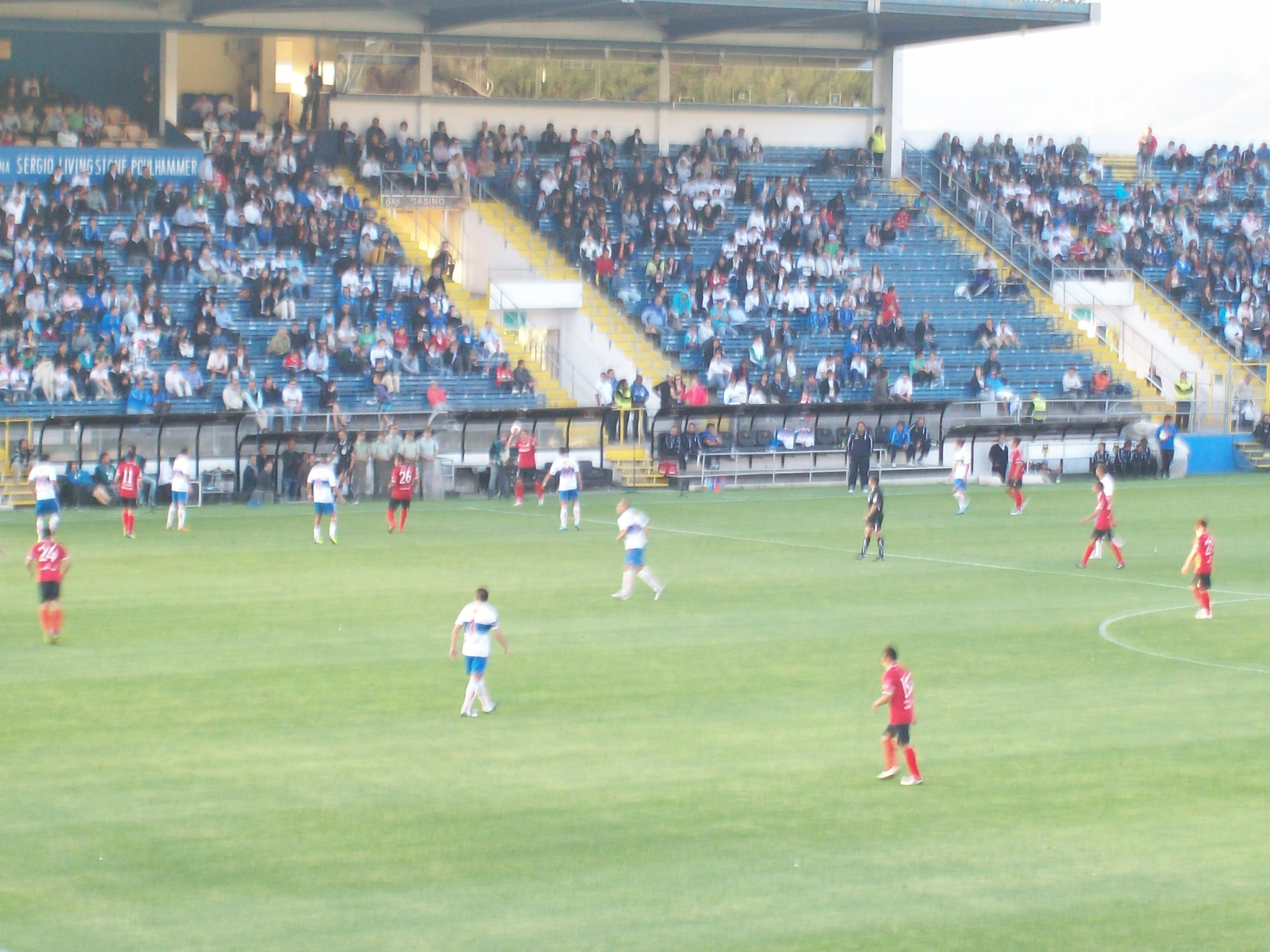
Final de ida Copa Chile 2011 con Universidad Católica en San Carlos de Apoquindo.

"Manojito de Claveles" realizó una brillante campaña en la Copa Chile 2011, torneo en el cual disputó la final de un título después de 73 años. En su camino a la final de Copa Chile derrotó, entre otros equipos, a la Universidad de Chile, Unión San Felipe, Santiago Morning y Deportes La Serena (todos de Primera A).
En la final de ida del campeonato venció 1-0 a Universidad Católica.
En la revancha no logró mantener la ventaja que poseía en el global. Faltando dos minutos para que concluyera el tiempo reglamentario en el encuentro disputado en el Santa Laura, Universidad Católica consiguió el gol del triunfo y el título se definió mediante lanzamientos desde el punto penal, instancia en la que Magallanes fue derrotado 4-2. Destacaron en este torneo futbolistas como Claudio Latorre, Paulo Cárdenas y Héctor Barra, entre otros.

### El "Magallanazo": ascenso, Copa Chile y regreso a Copa Libertadores
El año 2022 sería de ensueño para el conjunto carabelero, y el año de alegría para el equipo. Se mantendría a Nicolás Núñez como entrenador, y a la vez, llegarían los experimentados jugadores nacionales, Albert Acevedo, Nicolás Crovetto, César Cortés, Camilo Gaínza, y Felipe Flores, además del defensa central argentino Fernando Piñero. El equipo partiría fuerte tanto en la Copa Chile, cómo en la primera rueda del torneo. En Copa Chile, en la segunda fase, golearon sin piedad a San Bernardo Unido por 6-0. En la ronda de los 16.º de final, el equipo enfrentaría a Everton de Viña del Mar, empatando 1-1 en el encuentro de ida en el Estadio Municipal Luis Navarro Avilés, y logrando una victoria en el partido de vuelta por 2-1 en el Estadio Sausalito. En octavos de final, se enfrentaron a Universidad de Concepción, en el partido de ida celebrado en el Estadio Ester Roa, ganaron por 2-0, mientras que en el partido de vuelta ganaron sin problemas por 4-0. En los cuartos de final, se enfrentaban a un rival directo, y su escolta, Cobreloa.
En un partido muy cerrado en el Luis Navarro Áviles, ambos equipos no se hicieron daño y empataron a 0, dejando la llave abierta para el partido de vuelta. En el Estadio Zorros del Desierto, nuevamente fue un partido cerrado, solo que esta vez, ambos equipos han empatado a 1, con goles de David Escalante de penal para los loínos, y de Matías Vásquez de cabeza, tras un tiro de esquina, forzando el partido a los penales, donde Magallanes avanzaría de ronda tras ganar 4-2, avanzando a la siguiente ronda. En semifinales, se enfrentarían a Huachipato. En el partido de ida jugado en el Estadio Huachipato-CAP Acero, Magallanes ganaría el primer partido por 1-0 con solitaria anotación de Yorman Zapata, mientras que en el partido de vuelta, ambos conjuntos empataron por un gol, Felipe Flores marcó el primero para la academia, mientras que Nicolás Baeza empató para el conjunto siderúrgico, dejando el marcador global en 2-1, permitiendo que al conjunto carabelero llegue a otra final tras 11 años de su última participación en una final de copa. En la final, tras empatar 2-2 contra Unión Española, vencieron a los 'hispanos' por penales con un marcador de 7-6, obteniendo su primera Copa Chile en su historia y con ello logrando la clasificación a la fase previa de la Copa Libertadores 2023.
En el torneo nacional, alcanzaron un récord de O'Higgins, alcanzando 11 victorias posibles de 12, obteniendo 11 victorias y 1 empate (en condición de visita contra Deportes Iquique), además, destacándose la victoria en casa frente a otros de los favoritos de ese torneo, Cobreloa, por 2-1, así, el "Manojito de claveles" terminó la primera rueda con 17 partidos jugados, 16 victorias y 1 solo empate, acumulando un 96% de rendimiento tras la primera rueda. Para la segunda rueda llegarían los destacados y experimentados jugadores Carlos Villanueva y Luis Jiménez, ambos provenientes de Palestino. El equipo comenzaría la segunda parte del torneo de forma muy irregular, perdiendo su invicto de partidos ganados contra Deportes Puerto Montt en condición de visitante por 1-0, mientras que en las siguientes fechas el equipo volvió al mismo nivel cosechando 3 victorias y 1 empate en las siguientes 4 fechas.
Pero, en la fecha 23, el conjunto de la academia sucumbió en el estadio Zorros del Desierto ante Cobreloa (su más cercano perseguidor), por 1-0. Tras esa derrota, el equipo comenzó a decaer en su rendimiento, acumulando 2 derrotas consecutivas más ante Santiago Wanderers por 1-0, partido el cual se jugó en Estadio El Teniente, y contra Barnechea por 3-2. Tras eso, el equipo logró sumar de a 3 ante Deportes Temuco por 1-0 en la fecha 26, pero, en las próximas dos fechas Magallanes caería nuevamente en la irregularidad, empatando en sus siguientes dos partidos ante Fernández Vial, club el cual era colista absoluto del torneo, por 1-1 en el últlimo minuto, y contra su clásico rival, Santiago Morning por el mismo resultado. El equipo tendría un descanso en la fecha 29, mientras observaba cómo Cobreloa sube al primer puesto por 1 punto.
Ya en la fecha 30, aprovechando que el conjunto minero estaba libre en esa fecha, Magallanes fue a visitar el Estadio Municipal Javier Muñoz Delgado para enfrentarse a Unión San Felipe, obteniendo un excelente triunfo por 4-1. Las siguientes fechas fueron para bien de Magallanes, en la fecha 31, recibió a Deportes Melipilla, obtuvo un triunfo impensado por un marcador de 7-0, en la fecha 32, logró un regular empate contra Deportes Copiapó por 2-2. La fecha 33 Magallanes recibía a Rangers, con la misión de abrochar su ascenso anticipado. Si bien ganaron su partido por 2-0, la fiesta se tuvo que aplazar debido a que Cobreloa logró ganar en el último minuto a merced de los aurinegros por 3-2, atrasando su ansiado ascenso una fecha más. La fecha 34 fue la decisiva, ya que la academia se jugaba el ascenso contra Deportes Recoleta en el Estadio Bicentenario de La Florida en condición de visita, mientras que en paralelo, Cobreloa jugaba su partido contra Santiago Morning, con la intención de ganar y esperar que Magallanes enredase o perdiese puntos contra los albiazules para arrebatarles el primer puesto. No logró dicho objetivo, puesto que Cobreloa empató contra el conjunto microbusero en Calama, mientras que Magallanes logró una histórica victoria contra el "Reco" por 2-0, con anotaciones de César Cortés, ambos de lanzamiento penal, con esto, Magallanes es campeón del torneo, y firma su tan anhelado y esperado ascenso a Primera División tras 36 largos años.

### Copa Libertadores y descenso
Campeonatos obtenidos (2022-2023)
Entre los años 2022 y 2023, el Club Deportivo Magallanes, uno de los equipos más antiguos y tradicionales de Chile, vivió un renacer futbolístico al conseguir tres títulos importantes que marcaron su regreso a la élite del fútbol chileno.
1. Campeonato de Primera B 2022: Magallanes logró coronarse campeón de la Primera B de Chile en 2022, consiguiendo el ascenso a la Primera División tras 36 años en divisiones inferiores. Durante la temporada, el equipo dirigido por Nicolás Núñez mostró un gran nivel, destacándose por su estilo de juego ofensivo y bien estructurado, logrando 68 puntos, con 21 victorias, 5 empates y 8 derrotas. El delantero argentino Yorman Zapata y el capitán César Cortés fueron figuras clave en el equipo, contribuyendo con goles y asistencias decisivas.
2. Supercopa de Chile 2023: Magallanes inició su regreso a la Primera División conquistando la Supercopa de Chile en enero de 2023. Enfrentándose al campeón de la Primera División 2022, Colo-Colo, Magallanes mostró un sólido rendimiento y empató 1-1 en el tiempo reglamentario. El encuentro se definió en una emocionante tanda de penales, en la que el equipo "Carabelero" se impuso 4-3, obteniendo su primer título de Supercopa y consolidando su retorno al fútbol grande de Chile.
3. Copa Chile 2022: A finales de 2022, Magallanes sumó otro logro al conquistar la Copa Chile. En el torneo, el club mostró un rendimiento notable, superando a rivales de Primera División en las etapas finales, como Cobreloa y Unión Española. En la final, disputada en noviembre de 2022, venció a Unión Española por 7-6 en una dramática tanda de penales, luego de empatar 2-2 en tiempo reglamentario. Esta victoria le permitió al club clasificar a la Copa Libertadores 2023.

Participación en torneos internacionales (2023)
En 2023, Magallanes participó en dos torneos internacionales por segunda vez en su historia: la Copa Libertadores y por primera vez la Copa Sudamericana.
- Copa Libertadores 2023: Magallanes comenzó su participación en la Copa Libertadores en la Fase 2 del torneo, enfrentando al Always Ready de Bolivia. Logró avanzar a la siguiente fase tras vencer en el global con un resultado de 6-1, demostrando un fútbol sólido y efectivo. En la Fase 3, Magallanes enfrentó al Deportivo Independiente Medellín (DIM) de Colombia. A pesar de un inicio prometedor con un empate 2-2 en el partido de ida en casa, el equipo chileno fue derrotado 2-0 en el partido de vuelta, quedando eliminado de la competencia y trasladándose a la Copa Sudamericana.
- Copa Sudamericana 2023: Al quedar eliminado de la Copa Libertadores, Magallanes ingresó a la fase de grupos de la Copa Sudamericana 2023. En el Grupo A, Magallanes enfrentó a rivales de alto nivel como Botafogo (Brasil), LDU (Ecuador), y Cesar Vallejo (Perú). A pesar de su esfuerzo, el equipo no logró avanzar a las rondas eliminatorias, terminando en el tercer lugar del grupo con cuatro puntos.

Campaña en el Campeonato de Primera División 2023
La temporada 2023 en la Primera División fue desafiante para Magallanes. A pesar del impulso de los éxitos recientes, el equipo no logró consolidarse en la liga. Tras un inicio con altibajos, Magallanes luchó en la parte baja de la tabla durante la mayor parte del campeonato. El club terminó en la penúltima posición con 27 puntos, producto de 6 victorias, 9 empates, y 15 derrotas, lo que resultó en su descenso a la Primera B al finalizar la temporada.
El retorno a la máxima categoría fue corto, pero dejó valiosas lecciones y la confirmación de un equipo que, pese a las adversidades, mostró garra y corazón en todas las competiciones en las que participó.

## Simbología

### Escudo
El primer escudo del club consistía en cuatro letras «L» dispuestas en forma de cruz, y circundadas por una guirnalda de laureles. Estas cuatro «L» representaban el lema del club: «Libre, Leal, Laborioso y Lozano», que rescataron del desaparecido club del Instituto Nacional, cuya fundación también lideró Erasmo Arellano en 1896.
|                         |
| Atlético Escuela Normal |

|                                     |
| Primer Escudo de Magallanes en 1904 |

| |
| Primer escudo del Magallanes que reproduce las clásicas franjas verticales blancas y celestes (1910) |

| |
| Escudo del Magallanes de la década de los 40, usado luego de ganar los campeonatos de 1933, 1934, 1935 y 1938 |

| |
| Segunda insignia de finales de los años 40, poco utilizada (siendo más usada la anterior, de bordes dorados) |

|                         |
| Insignia de los años 50 |

|                                                                                           |
| La clásica Carabela se comenzó a utilizar entre finales de los 60 y principios de los 70. |

|                                                                |
| Insignia del Magallanes usada entre 1981 y 1985 (Los Comandos) |

| |
| Insignia del Magallanes de 1985, con unos leves cambios respecto de la anterior de 1981. También se utilizó al mismo tiempo que la Carabela, pero en documentos oficiales, al igual que en las entradas, figuraba ésta. |

|                                                      |
| Primera insignia del Magallanes usada en los años 90 |

|                                                 |
| Segunda insignia del Magallanes usada en los 90 |

|                                                               |
| Insignia del Magallanes utilizada durante su estadía en Maipú |

|                                                            |
| Logotipo del Magallanes durante su regreso a San Bernardo. |

|                                                                          |
| Escudo de Magallanes Actual con este salió campeón de la copa Chile 2022 |

### Himno
Si bien el club tiene un himno oficial, la canción más representativa de Magallanes es «Manojito de claveles», adaptación de un pasodoble español que la institución grabó en 1953 en una versión con coro, orquesta y con voz del tenor Mario Barrientos. Tiempo después se implementó una nueva versión con nueva letra, que es la que se escucha al término de cada partido de Magallanes como local.

## Uniforme
El 27 de agosto de 1897, junto con la fundación del Club Atlético Escuela Normal, se definió el primer uniforme titular de camiseta blanca con rayas rojas verticales, y pantalones blancos. En 1903, ya con la denominación de Baquedano, los socios decidieron el cambio de camiseta a una de color negra con dos franjas verticales de color celeste y pantalones negros.
En 1908 la institución adoptó la definitiva camiseta albiceleste a franjas verticales, colores adoptados para simbolizar la nieve y el mar, en concordancia con el cambio de nombre de la institución a Magallanes en 1904, como reivindicación de la posesión del estrecho de Magallanes. Como celebración por el título de la Asociación de Football de Santiago de 1908, un socio envió un juego con los nuevos colores desde Inglaterra.
| Primer | ver evolución | Actual |

## Instalaciones

### Estadio
En los años 1920 los socios y simpatizantes del club lograron reunir el dinero para comprar un terreno a la Caja Nacional de Ahorros en Independencia 1499. El 29 de abril de 1923 fue inaugurado el Estadio Magallanes, en un encuentro frente a Brigada Central. En 1924, los terrenos pasaron de forma legal a la institución, y en los años siguientes el club mejoró las instalaciones y construyó una sede social.
Con la llegada del profesionalismo deambuló por diversos recintos como el Estadio Nacional, el Estadio de Carabineros, el Estadio Independencia, el Estadio Santa Laura y el Estadio Vulco en la comuna de San Bernardo, en donde efectuó de local desde 1977 a 1987, donde debido a sus buenas campañas y además de ser el único equipo profesional que ha jugado en dicha comuna, generó un gran número de seguidores. En los últimos años el club ejerció su localía en el Estadio Santiago Bueras de la comuna de Maipú, con campañas de relativa regularidad sin lograr afianzarse en dicho recinto.
En agosto de 2014 el Club Deportivo Magallanes firmó un acuerdo con el municipio de la comuna de San Bernardo para poder ejercer de local en el estadio municipal, el cual sería refaccionado para mejorar su infraestructura, se instaló una nueva superficie de juego con pasto natural para fútbol profesional, nuevos camarines, mejoras en ambas graderías este y oeste, cierres perimetrales y nuevos accesos, además de volver a la comuna que vio sus mejores campañas después de 26 años. Cabe señalar que dicho reducto no tiene relación con el ya mencionado Estadio Vulco, de propiedad privada, que se ubica al sur del estadio municipal.

## Datos del club
- Temporadas en 1.ª: 50: (1933-1960; 1962-1975; 1980-1986; 2023)
- Temporadas en 1.ªB: 37: (1961; 1976-1979; 1987-1993; 1996-2006; 2011-2022; 2024-)
- Temporadas en 3.ª: 6: (1994-1995; 2007-2010)
- Mejor puesto en Primera División: 1.º
- Peor puesto en Primera División: 18.º
- Mayor goleada conseguida:
  - En campeonatos nacionales: 14-1 a Santiago National en 1934
- Mayor goleada recibida:
  - En campeonatos nacionales: 1-9 de Colo-Colo en 1939 y de Universidad de Chile en 1962
- Mayor racha sin perder en primera división: 17 (1933-1935)
- Máximo de partidos ganados consecutivamente: 11 (1934-1935)

### Participaciones internacionales
| Competencia                      | Edición    |
| -------------------------------- | ---------- |
| Copa Libertadores de América (2) | 1985, 2023 |

## Jugadores
A lo largo de su historia, Magallanes ha contribuido con 41 futbolistas a la selección de fútbol de Chile, quienes en su totalidad acumulan 172 presentaciones en encuentros de tipo A. El primer jugador de Magallanes en ser convocado al combinado nacional fue Carlos Hormazábal, quien disputó el primer encuentro internacional jugado por ésta, el 27 de mayo de 1910 frente a Argentina, mientras que los últimos fueron Claudio Toro y Luis Venegas el 17 de junio de 1984.
Durante ese lapso, José Avendaño fue el jugador que recibió el mayor número de convocatorias mientras actuaba por Magallanes, sumando 12 presentaciones entre 1935 y 1941. Además de Avendaño, Francisco Las Heras (11), Enrique Avello (10), Florencio Barrera (10), Jorge Córdova (10) y Sergio Valdés (10) fueron los otros cinco futbolistas alcanzaron la suma de 10 encuentros con la selección absoluta.

### Plantilla 2025
- Por disposición de la Asociación Nacional de Fútbol Profesional (ANFP), los equipos chilenos en la Liga de Ascenso están limitados a tener en su plantel un máximo de cinco futbolistas extranjeros, más un juvenil extranjero inscrito en el fútbol formativo desde el año 2023.
- Por disposición de la ANFP, el número de las camisetas no puede sobrepasar al número de jugadores inscritos.
- Por disposición de la ANFP, el plantel debe utilizar al menos 1890 minutos a juveniles chilenos nacidos a partir del 1 de enero de 2004.

### Altas 2025
| Jugador           | Posición      | Procedencia          | Tipo     |
| ----------------- | ------------- | -------------------- | -------- |
| Bruno Valdez      | Defensa       | Barnechea            | Libre    |
| Gino Alucema      | Defensa       | Barnechea            | Libre    |
| Alessandro Toledo | Defensa       | Barnechea            | Libre    |
| Matías Osorio     | Defensa       | San Antonio Unido    | Retorno  |
| César Valenzuela  | Mediocampista | Santiago Wanderers   | Libre    |
| Mauricio Morales  | Mediocampista | Universidad de Chile | Préstamo |
| Iñaki Rodríguez   | Mediocampista | Vestri               | Libre    |
| Gastón Lezcano    | Delantero     | Cobresal             | Libre    |
| Carlos Muñoz      | Delantero     | Santiago Wanderers   | Libre    |
| Franco Ortega     | Delantero     | Deportes Melipilla   | Libre    |
| Federico Cezar    | Delantero     | Trasandino           | Préstamo |

### Bajas 2025
| Jugador            | Posición      | Destino              | Tipo     |
| ------------------ | ------------- | -------------------- | -------- |
| Jorge Deschamps    | Portero       | O'Higgins            | Libre    |
| Felipe Espinoza    | Defensa       | Unión Española       | Libre    |
| Rodrigo González   | Defensa       | Ñublense             | Libre    |
| Ángel Cayetano     | Defensa       | Plaza Colonia        | Libre    |
| Claudio Zamorano   | Mediocampista | Deportes Copiapó     | Libre    |
| Thomas Jones       | Mediocampista | Deportes Copiapó     | Libre    |
| Danilo Catalán     | Mediocampista | Deportes Limache     | Libre    |
| Joaquín Gottesman  | Mediocampista | Salus                | Libre    |
| Cristóbal Jorquera | Mediocampista | Rangers              | Libre    |
| Nicolás Rivera     | Delantero     | Deportes Santa Cruz  | Libre    |
| Joaquín Larrivey   | Delantero     | Deportes Concepción  | Libre    |
| Julián Alfaro      | Delantero     | Universidad de Chile | Traspaso |
| Maximiliano Cuadra | Delantero     | Santiago Wanderers   | Libre    |
| Rocco Abbruzzese   | Delantero     | Aguará               | Libre    |
| Cristóbal Díaz     | Delantero     | San Antonio Unido    | Libre    |

### Distinciones

#### Goleadores Primera División
| Jugador           | Goles | Torneo |
| ----------------- | ----- | ------ |
| Guillermo Ogaz    | 12    | 1935   |
| Pedro Valenzuela  | 20    | 1940   |
| Fernando Espinoza | 25    | 1972   |
| Luis Marcoleta    | 20    | 1981   |
| Ivo Basay         | 19    | 1985   |

#### Goleadores Copa Chile
| Jugador         | Goles | Torneo  |
| --------------- | ----- | ------- |
| Héctor Torres   | 6     | 1959    |
| Luis Marcoleta  | 8     | 1982    |
| Claudio Latorre | 7     | 2011    |
| Carlos González | 8     | 2014-15 |

#### Gala Crack Easy
| Destacado             | Categoría                 | Torneo |
| --------------------- | ------------------------- | ------ |
| César Cortés          | Crack del Ascenso Betsson | 2022   |
| Bandita de Magallanes | Mejor Hinchada            | 2022   |

## Entrenadores

### Cronología
Los entrenadores interinos aparecen en cursiva.
- Luis Tirado (1931)
- Pedro Bahamondes (1933)
- Arturo Torres (1933-1935)
- Leoncio Veloso (1938)
- Máximo Garay (1941)
- Jorge Orth (1942-1943)
- Francisco Platko (1945)[65]
- José Luis Boffi (1946-1947)
- Francisco Las Heras (1948)
- Carlos Orlandelli (1954)
- Carlos Orlandelli (1959)
- Sergio Cruzat (1961)
- Hugo Cheix (1962)
- Martín García (1963)
- Sergio Cruzat (1964-1966)
- Osvaldo Caldera (1966)
- Donato Hernández (1967-1968)
- Salvador Biondi (1969)
- Ramón Estay (1969-1972)
- Sergio Navarro (1973-1974)
- Rosamel Miranda (1974-1975)
- Donato Hernández (1975)
- Sergio Cruzat (1978)
- Humberto Cruz (1978)
- Guillermo Duarte (1979)
- Eugenio Jara (1980-1982)
- Jorge Venegas (1983)
- Manuel Rodríguez Vega (1984)
- Eugenio Jara (1985)
- Hernán Castro (1986)
- Jorge Venegas (1986)
- Roberto Spicto (1986)
- Ricardo Horta (1986)
- Francisco Graells (1986)
- Eugenio Jara (1988)
- Alfonso Lara (1988)
- Isaac Carrasco (1989)
- Guillermo Páez (1989-1990)
- Alfonso Lara (1991)
- Hugo Solís (1991)
- Carlos Valenzuela (1992)
- Arturo Jáuregui (1992)
- Ricardo Dabrowski (1993)
- Arturo Jáuregui (1993)
- Jaime Campos (1993)
- Manuel Espinoza (1995-1996)
- Guillermo Yávar (1996)
- Francisco Valdés (1996)
- Luis Rojas (1997)
- Guillermo Yávar (1997)
- Alfredo Funes (1998)
- Juan Páez (1998-1999)
- Ronald Yávar (1999-2000)
- Manuel Rodríguez (2000-2001)
- Guillermo Maureira (2001)
- Orlando Aravena (2002-2003)
- Osvaldo Hurtado (2003-2005)
- Horacio Rivas (2005)
- Juan Ubilla (2006)
- Horacio Rivas (2006)
- Guillermo Páez (2006)
- José Miguel Burgos (2006)
- Waldemar Méndez (2006)
- Fernando Vergara (2007)
- Mauricio Riffo (2008)
- Osvaldo Hurtado (2008-2014)
- Claudio Úbeda (2014-2015)
- Pedro Rivera (2015)
- Pablo Abraham (2015-2016)
- Ariel Pereyra (2016)
- Hugo Balladares (2017-2018)
- Jaime Gutiérrez (2018)
- Óscar Correa (2018-2019)
- Patricio Ormazábal (2019)
- Ariel Pereyra (2019-2020)
- Fernando Vergara (2020-2021)
- Nicolás Núñez (2021-2023)
- Braulio Leal (2023)
- Mario Salas (2023)
- Ronald Fuentes (2024)
- Braulio Leal (2025)
- Iván Vásquez (2025)
- Ivo Basay (2025-)

## Palmarés

### Títulos nacionales
- Primera División de Chile (4):[2] 1933, 1934, 1935, 1938.
- Copa Chile (1): 2022.
- Supercopa de Chile (1): 2023.
- Primera B de Chile (1): 2022.
- Tercera División de Chile/Tercera A de Chile (2):[3] 1995, 2010.
- Campeonato Relámpago de la Sección Profesional (1): 1935.[66]
- Campeonato de Apertura de Chile (1):[4] 1937.
- Campeonato Absoluto de Chile (1): 1938.[nota 1]
- Liguilla Pre-Libertadores (1): 1983-84.
- Subcampeón de la Primera División de Chile (4): 1936, 1937, 1942, 1946.
- Subcampeón de la Copa Chile (2): 2011, 2023.
- Subcampeón de la Segunda División de Chile (2): 1979, 2024.
- Subcampeón del Campeonato de Apertura de Chile (1): 1941.

### Títulos internacionales no oficiales
- Copa del Pacífico (1): 1949.[67]

### Títulos internacionales amistosos
- Torneo Internacional de Chile 1948 (1): 1948
- Copa Ciudad de Santa Fe (1): 2005

### Títulos locales
- Copa Municipal de Santiago (1):[nota 2] 1908.[68]
- Copa Chile de la Asociación Arturo Prat (1): 1909.
- Copa Unión de la Primera División de la Asociación de Football de Santiago (5): 1908, 1913, 1916,[69] 1920,[nota 3] 1921.[nota 4]
- Copa República de la Primera División de la Asociación de Football de Santiago (2): 1920,[70] 1921.[71][72]
- Copa Independencia de la Segunda División de la Asociación de Football de Santiago (2): Serie A 1919,[73][74][75] 1921.[71][72]
- Copa Miguel Blanco de la Tercera División de la Asociación de Football de Santiago (1): 1919.[73][74][75]
- Copa de Campeones de Santiago (2):[nota 5] 1920, 1921.
- División de Honor de la Liga Metropolitana de Deportes (1): 1926.
- Primera División de la Liga Central de Football de Santiago (1): Serie E 1928.
- Campeonato de Apertura de la Asociación de Football de Santiago (1): 1931.
- Copa Félix Alegría (1): 1920.[76]
- Copa Alberto Downe (1): 1920.[76]
- Copa 12 de octubre (1): 1920.[76]
- Subcampeón de la Copa Independencia de la Segunda División de la Asociación de Football de Santiago (2): Serie A 1918,[nota 6] 1922.[78]
- Subcampeón de la Copa Miguel Blanco de la Tercera División de la Asociación de Football de Santiago (1): 1921.[71][72]
- Subcampeón de la Copa El Diario Ilustrado del Campeonato Atlético de la Asociación de Football de Santiago (1): 1916.[79]
- Subcampeón de la División de Honor de la Asociación de Football de Santiago (1): 1931.
- Subcampeón del Campeonato de Apertura de la Asociación de Football de Santiago (1): 1932.

### Títulos amistosos
- Copa Alfredo Guzmán (1): 1928.[80]
- Copa Paz del Chaco (1): 1938.[81]
- Copa Pedro Aguirre Cerda (1): 1939.[82]
- Copa ''Noche Roja'': 2025

### Títulos de reserva
- Torneo de Reservas (1): 1972.[83]
- Serie B Profesional (1): 1941.[84]
- Torneo de Apertura Serie B Profesional (1): 1943.[85]

### Títulos juveniles
- Campeonato de Apertura de la División Juvenil de la Liga Infantil de Football de Santiago (1): 1929.[86]
- Cuarta Especial (1): 1941.
- División Juvenil (2): 1934,[87] 1938.[88]
- División Juvenil B (1): 1936.[89]
- Primera División Infantil (3): 1933,[90][91][92] 1934,[93] 1940.
- Segunda División Infantil (5): 1933,[91] 1936,[94] 1937,[95] 1938,[88] 1941.
- Tercera División Infantil (4): 1933,[91] 1934,[96] 1935, 1938.[88]
- Torneo de Apertura Primera División Infantil (4): 1934,[97][98][99] 1935,[100] 1938,[88] 1939.[101]
- Torneo de Apertura División Juvenil (1): 1937.
- Torneo de Clausura División Juvenil (1): 1937.
- Torneo de Apertura División Especial (1): 1939.[102]
- Torneo Nacional Juvenil de la Tercera División ANFA Sub-19: 2007
- Torneo de Apertura de la Primera División B (Zona Centro) Sub-17 (1): 2018[103]
- Torneo de Apertura de la Primera División B (Zona Centro) Sub-16 (1): 2018
- Subcampeón de la Segunda Serie de la Asociación Infantil de Football de Santiago (1): 1917.[104]
- Subcampeón del Campeonato de Apertura de la Tercera División Infantil de la Liga Infantil de Football de Santiago (1): 1929.[105]
- Subcampeón de la División Juvenil (1): 1933.[91]

Campeón división juvenil Sub-16: 1996
- Subcampeón del Torneo Nacional Sub-14 (1): Apertura 2013.
- Subcampeón del Torneo Nacional Sub-13 (1): Apertura 2014.

#### Títulos juveniles amistosos
- Copa Albino Pardo (1): 1939.[106]

## Otras ramas deportivas

### Baloncesto femenino
- Asociación de Básquetbol de Santiago (1): 1949[107]

### Tenis de mesa
- Campeonato de Apertura de la Asociación de Santiago (1): 1950[108]
- Torneo Oficial Asociación de Santiago (Categoría infantil) (2): 1947, 1948[109]

## Rivalidades

### Clásico de la chilenidad
Desde que fue fundado Colo-Colo por un grupo de exfutbolistas de Magallanes el 19 de abril de 1925, la disputa entre ambas instituciones fue considerada como la rivalidad más importante del fútbol chileno hasta bien entrada la década de 1940. De hecho, ambos clubes no pactaron un encuentro amistoso hasta la firma del «Pacto de reconciliación» en 1934, situación particularmente irregular considerando el papel que desempeñaban este tipo de partidos en la organización deportiva de la época.
El primer duelo entre Magallanes y Colo-Colo fue disputado el 19 de julio de 1925 en los Campos de Sports de Ñuñoa y finalizó con victoria de este último por 2:0. El encuentro estuvo marcado por los incidentes derivados de la agresión que sufrió el arquero de Colo-Colo Eduardo Cataldo por parte de varios de los miembros del plantel de Magallanes. Por otra parte, el primer triunfo del conjunto «aguerrido» aconteció el 13 de junio de 1926 y fue por 3:2, después de revertir un marcador de 0:2.
En total, por el amateurismo se enfrentaron en 7 oportunidades con 2 triunfos de Magallanes y 5 de Colo-Colo.
Con la llegada del profesionalismo en 1933, un Magallanes revitalizado por su fusión con el Deportivo Ñuñoa se adjudicó las tres primeras ediciones de la Primera División de Chile, dando un nuevo impulso a la rivalidad. De hecho, en el primero de estos torneos, Magallanes y Colo-Colo disputaron palmo a palmo la obtención del título, que solo se definió en favor de la «Academia» tras jugarse un partido de desempate.
En los años 1940, con la consolidación y masificación del fútbol profesional en Chile, el clásico adquirió importancia a nivel nacional, fundamentalmente gracias al buen rendimiento deportivo alcanzado por ambas instituciones, así como por el hecho de ser los dos cuadros con mayor arrastre entre los sectores obreros del país. En Santiago, por ejemplo, ambos equipos estaban claramente vinculados a dos de los barrios más populosos de la ciudad. Mientras que los hinchas de Magallanes provenían del Barrio de Matadero, los de Colo-Colo se ubicaban preferentemente en el sector de La Vega Central.
Durante este período, el clásico se disputó en 36 oportunidades, con una paridad absoluta entre ambos clubes. Entre 1933 y 1949, cada equipo se impuso a su rival en 13 ocasiones, finalizando los 10 encuentros restantes en empate.
Tras las malas campañas de Magallanes este clásico fue perdiendo fuerza, hasta que finalmente con el descenso de Magallanes y su posterior bajón a Tercera no hizo nada más que dejar esta rivalidad como un recuerdo del pasado. El último partido oficial entre ambos equipos fue el 4 de mayo de 1992, en un partido válido por la Copa Chile 1992, que terminó empatado 2:2 en el Estadio Monumental.
El 15 de enero de 2023, luego de 31 años, se volvieron a enfrentar en un partido válido por la Supercopa de Chile 2023, encuentro disputado en el Estadio Sausalito de Viña del Mar, terminando con un empate 1:1 en el tiempo regular, ganando Magallanes la definición a penales 4:3.

### Historial estadístico
| Torneo                          | PJ  | G  | E  | P  | GolM | GolC |
| ------------------------------- | --- | -- | -- | -- | ---- | ---- |
| Torneo Oficial Primera División | 110 | 24 | 33 | 53 | 177  | 253  |
| Liguilla Pre-Libertadores       | 1   | 0  | 1  | 0  | 0    | 0    |
| Subtotal Primera División       | 111 | 24 | 34 | 53 | 177  | 253  |
| Copa Chile                      | 18  | 3  | 3  | 12 | 22   | 44   |
| Supercopa de Chile              | 1   | 0  | 1  | 0  | 1    | 1    |
| Copa César Seoane               | 2   | 0  | 1  | 1  | 4    | 6    |
| Campeonato de Apertura          | 3   | 1  | 1  | 1  | 7    | 5    |
| Copa de Campeones               | 3   | 1  | 0  | 2  | 3    | 6    |
| Copa de Preparación             | 2   | 2  | 0  | 0  | 6    | 2    |
| Campeonato Especial de Receso   | 1   | 1  | 0  | 0  | 3    | 2    |
| Copa Libertadores               | 2   | 0  | 0  | 2  | 1    | 5    |
| Total Profesional               | 143 | 32 | 40 | 71 | 224  | 324  |
| Liga Metropolitana              | 2   | 1  | 0  | 1  | 3    | 4    |
| Liga Central de Football        | 1   | 0  | 0  | 1  | 2    | 3    |
| Asociación de Santiago          | 4   | 1  | 0  | 3  | 6    | 17   |
| Total Oficial                   | 150 | 34 | 40 | 76 | 235  | 348  |

### Clásico Metropolitano
Durante 2022, la rivalidad seguía viva gracias a que ambos equipos se encontraban en la Primera B, dejando de lado las representaciones locales (Santiago Morning hace de local en La Pintana mientras que Magallanes hace lo propio en San Bernardo). Con el ascenso de Magallanes a la Primera División de Chile en la temporada 2023, el Clásico Metropolitano entró en receso hasta el fin de la temporada 2023 con el descenso de Magallanes a la Primera B de Chile en la temporada 2024.